# Mimosybra triguttata
Mimosybra triguttata es una especie de escarabajo del género Mimosybra, familia Cerambycidae. Fue descrita científicamente por Aurivillius en 1927.
Se distribuye por Filipinas. Posee una longitud corporal de 12-15 milímetros.